# Championnat du Sri Lanka de football 2016-2017
Navigation
Saison précédente Saison suivante
La saison 2016-2017 du Championnat du Sri Lanka de football est la trente-deuxième édition du championnat national de première division au Sri Lanka. Le championnat conserve la même formule que lors de la saison précédente avec dix-huit équipes réparties en deux poules, où elles ne s'affrontent qu'une seule fois. Les quatre premiers de chaque poule se qualifient pour la poule pour le titre, le Super 8, tandis que les derniers sont relégués et remplacés par les deux meilleures formations de deuxième division.
C'est le Colombo Football Club, tenant du titre, qui remporte à nouveau la compétition, après avoir terminé en tête du classement final, devant Renown Sports Club et Blue Star Sport Club. C'est le second titre de champion du Sri Lanka de l'histoire du club.

## Les clubs participants
- Saunders Sports Club
- Renown Sports Club
- Air Force Sports Club
- Navy SC
- Army SC
- Civil Security SC[1]
- Police SC
- Java Lane SC
- New Youngs SC
- Blue Star Sport Club
- Thihariya Youth SC
- Negombo Youth Sports Club
- Upcountry Lions
- Solid Sports Club
- Matara City SC
- Crystal Palace SC
- Super Sun SC
- Colombo Football Club

## Compétition

### Phase régulière
Le classement est établi sur le barème de points classique (victoire à 3 points, match nul à 1, défaite à 0).
| Rang | Équipe                    | Pts | J | G | N | P | Bp | Bc | Diff |
| ---- | ------------------------- | --- | - | - | - | - | -- | -- | ---- |
| 1    | Army SCC                  | 22  | 8 | 7 | 1 | 0 | 24 | 4  | +20  |
| 2    | Solid Sports Club         | 15  | 8 | 4 | 3 | 1 | 17 | 6  | +11  |
| 3    | Colombo Football ClubT    | 15  | 8 | 5 | 0 | 3 | 17 | 9  | +8   |
| 4    | Blue Star Sport Club      | 13  | 8 | 4 | 1 | 3 | 11 | 13 | -2   |
| 5    | Negombo Youth Sports Club | 12  | 8 | 4 | 0 | 4 | 26 | 13 | +13  |
| 6    | Crystal Palace SC         | 10  | 8 | 3 | 1 | 4 | 17 | 19 | -2   |
| 7    | Upcountry Lions           | 9   | 8 | 2 | 3 | 3 | 8  | 16 | -8   |
| 8    | Matara City SC            | 7   | 8 | 2 | 1 | 5 | 8  | 17 | -9   |
| 9    | Civil Security SC         | 0   | 8 | 0 | 0 | 8 | 2  | 33 | -31  |

| Rang | Équipe                | Pts | J | G | N | P | Bp | Bc | Diff |
| ---- | --------------------- | --- | - | - | - | - | -- | -- | ---- |
| 1    | Renown Sports Club    | 21  | 8 | 7 | 0 | 1 | 26 | 7  | +19  |
| 2    | New Youngs SC         | 16  | 8 | 5 | 1 | 2 | 15 | 11 | +4   |
| 3    | Navy SC               | 14  | 8 | 4 | 2 | 2 | 12 | 10 | +2   |
| 4    | Air Force Sports Club | 13  | 8 | 4 | 1 | 3 | 12 | 7  | +5   |
| 5    | Super Sun SC          | 12  | 8 | 4 | 0 | 4 | 12 | 11 | +1   |
| 6    | Saunders Sports Club  | 10  | 8 | 3 | 1 | 4 | 12 | 12 | 0    |
| 7    | Police SC             | 8   | 8 | 2 | 2 | 4 | 10 | 17 | -7   |
| 8    | Java Lane SC          | 6   | 8 | 1 | 3 | 4 | 10 | 13 | -3   |
| 9    | Thihariya Youth SC    | 2   | 8 | 0 | 2 | 6 | 4  | 25 | -21  |

### Super 8
| Rang | Équipe                | Pts | J | G | N | P | Bp | Bc | Diff |
| ---- | --------------------- | --- | - | - | - | - | -- | -- | ---- |
| 1    | Colombo Football Club | 16  | 7 | 5 | 1 | 1 | 13 | 5  | +8   |
| 2    | Renown Sports Club    | 15  | 7 | 5 | 0 | 2 | 14 | 7  | +7   |
| 3    | Blue Star Sport Club  | 14  | 7 | 4 | 2 | 1 | 11 | 9  | +2   |
| 4    | Army SCC              | 13  | 7 | 4 | 1 | 2 | 25 | 12 | +13  |
| 5    | New Youngs SC         | 8   | 7 | 2 | 2 | 3 | 7  | 10 | -3   |
| 6    | Air Force Sports Club | 5   | 7 | 1 | 2 | 4 | 6  | 8  | -2   |
| 7    | Navy SC               | 4   | 7 | 1 | 1 | 5 | 8  | 19 | -11  |
| 8    | Solid Sports Club     | 4   | 7 | 1 | 1 | 5 | 6  | 20 | -14  |

|  | Champion du Sri Lanka 2016-2017        |
|  | C : Vainqueur de la Coupe du Sri Lanka |

## Bilan de la saison
| Championnat du Sri Lanka de football 2016-2017 |                                  |
| Champion                                       | Colombo Football Club (2e titre) |
| Coupes et trophées                             |                                  |
| Vainqueur de la Coupe du Sri Lanka 2016-2017   | Army SC                          |
| Qualifications continentales                   |                                  |
| Ligue des champions de l'AFC 2018              | Aucun                            |
| Coupe de l'AFC 2018                            | Aucun                            |
| Promotions et relégations                      |                                  |
| Promus en Bristol League                       | Moragasmulla SC                  |
| Promus en Bristol League                       | Pelicans SC                      |
| Relégués en Premier League                     | Civil Security SC                |
| Relégués en Premier League                     | Thihariya Youth SC               |